# Мови Люксембургу

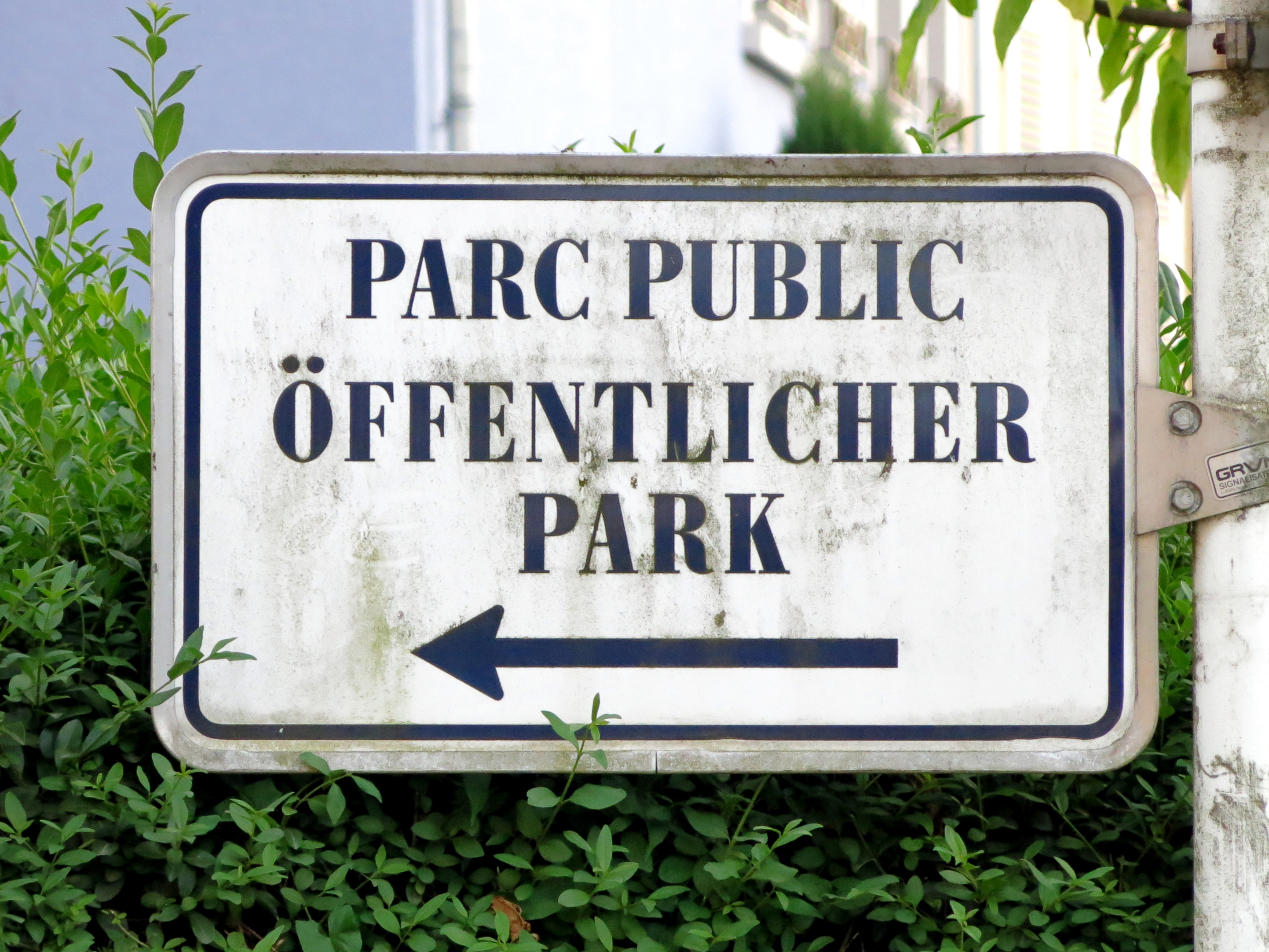
Двомовний знак при вході у парк у місті Мерш в комуні Мерш.

Мови Люксембургу — мови, що мають певний офіційний статус та мови, що ними користуються у Великому Герцогстві Люксембург, країні Північно-Західної Європи, розташованій на романо-германському мовному кордоні. Єдиним корінним народом країни є люксембуржці, єдиною рідною мовою яких є люксембурзька. При цьому, мовна ситуація в країні характеризується наявністю трьох мов з особливим статусом. Державною (національною) мовою (люксемб. Staatssprache) є люксембурзька мова, що використовується як засіб повсякденного усного спілкування, офіційними мовами (люксемб. Amtssprache) країни є французька і німецька.

## Історія

### Етномовна історія
Люксембурзький етнос має мішане кельто-романо-германське походження. Територія сучасного Люксембургу наприкінці I тисячоліття до н. е. була заселена кельтськими племенами. Кельтське (можливо кельто-германське) плем'я треверів було піддане романізації у період римського панування у Галлії, а пізніше, до початку 5 століття, було поступово асимільоване германцями — ріпуарськими франками, що розселилися по лівобережжю Рейну, на територіях Рейнської області.

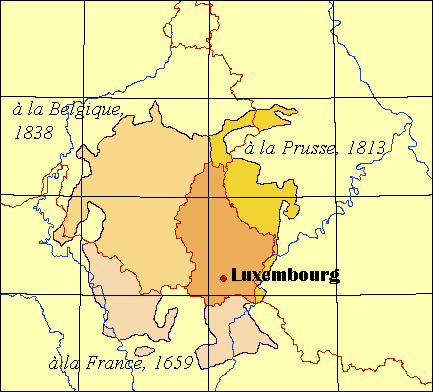
Три поділи середньовічного герцогства Люксембург і утворення сучасних кордонів країни.

Графство Люксембург виникло у 10 столітті навколо замку Castellum Lucilinburhuc, який у 963 році отримав у спадок Зігфрид, син лотаринзького графа Вігериха. Графство перебувало у васальській залежності від германських імператорів. Романо-германський етномовний кордон середньовічного Люксембургу утворився ще до виникнення графства і проходив по його території, поділяючи його на романську (валлонську) і германську (франкомозельську) частини. У 15 столітті Люксембург потрапив під владу Габсбургів і став однією з 17 провінцій Нідерландів. Після Нідерландської революції у 16 столітті володіння люксембурзьких герцогів ввійшли до складу Іспанських Нідерландів, а 1714 року відійшли до Австрії. 1794 року герцогство Люксембург було включене у склад Франції, а після 1815 року — у склад Німецького союзу. 1815 року офіційна назва — Велике Герцогство Люксембург. 1839 року Люксембург здобув незалежність.
Внаслідок поділів Люксембургу оточуючими країнами, визначилися сучасні кордони країни і її сучасна територія становить лише 25 % середньовічного Люксембургу. 1659 року до Франції відійшла його південна частина, 1815 року після Віденського конгресу східні області відійшли Пруссії, 1839 року до Бельгії приєднано західні, переважно франкомовні, території. Під час цих подій Люксембург став одномовною країною. При цьому, до сусідніх країн було відторгнено не тільки території з франкомовним населенням, але і з люксембурзькомовним населенням і мовні кордони поширення люксембурзької мови виходять за межи країни.

### Історія використання мов
Довгий час, до 1839 року, герцогство Люксембург складалося з романомовної і германомовної частин. Імператори Священної Римської імперії люксембурзької династії за мовою і вихованням були фактично французами. До 1839 року використання французької мови у герцогстві було доволі широким. Однак і після здобуття незалежності та утворення 1839 року мононаціональної держави, тут були поширені французька і німецька мови. У Люксембурзі й далі використовувалася французька мова в судах, урядових установах, офіційних документах, книгодрукуванні, середній школі. Конституцією 1868 року офіційними мовами Люксембургу були визначені німецька і французька.
Виникнення країни не призвело до зміни функціонального статусу французької і німецької мов, однак ширше використання люксембурзької почалося вже у середині 19 століття. Виникнення перших творів люксембурзькою мовою відноситься до 1830—1839 років. З початку 19 століття починається наукове дослідження народних говірок і створюються перші словники.
Під час революційних подій 1848 року в місті Еттельбрек проходили Установчі збори представників різних станів для обговорення питань, з якими люксембурзька делегація мала вирушити на засідання Франкфуртських національних зборів. Депутат Шарль (Карл) Матіас Андре (люксемб. Charles Mathias André) сказав кілька речень французькою і далі виголосив усю промову люксембурзькою. Норберт Метц (люксемб. Norbert Metz) відповів йому люксембурзькою. Цей випадок вважається першим в історії Люксембургу, коли з офіційного приводу було використано люксембурзьку мову.[джерело?] 10 листопада 1896 року депутат парламенту Каспар Матіас Споо (люксемб. Caspar Mathias Spoo) виголошує свою промову люксембурзькою, що викликало обурення частини депутатів. 9 грудня 1896 року було розглянуто пропозицію про дозвіл використання люксембурзької у офіційних засіданнях парламенту, однак вона була відхилена більшістю голосів парламенту. Завдяки роботі К. Споо, у «Законі про освіту» 1912 року (люксемб. Schoulgesetz vun 1912) люксембурзька вперше стала обов'язковим предметом у школі. Відповідно до розпорядження Міністерства освіти від 5 червня 1946 року «Офіційна люксембурзька орфографія» (люксемб. Offiziell Lëtzebuerger Orthographie) люксембурзька мова мала розглядатися як літературна мова, а не як діалект.
Відомі факти, коли у період між Першою і Другою світовою війнами у Люксембурзі були сім'ї, в яких батьки говорили з дітьми французькою, аби вона стала для них рідною. Однак ці спроби не мали широкого успіху, бо погане володіння люксембурзькою викликало у оточення негативну реакцію.
У 1948 році, під час конституційної реформи, розглядалося питання про надання люксембурзькій мові статусу, який мали німецька і французька. З 1984 року люксембурзька мова є державною (національною) мовою Люксембургу.

## Мови

### Люксембурзька мова
Люксембурзька мова є єдиною мовою повсякденного спілкування люксембуржців, що за своїм історичним походженням є діалектом німецької мови мозельської групи, що охоплює, окрім Люксембургу, деякі райони на заході Німеччини, півночі Лотарингії і крайньому сході Бельгії.
Наприкінці 20 століття в люксембурзькій мові виділялися чотири діалекти — західний, східний, північний і південний, однак відмінності між ними поступово зникають.

### Французька мова
Французька мова не є рідною мовою для люксембуржців, а є для кожного з них лише мовою, яку краще або гірше було вивчено в школі. Через це у Люксембурзі немає місцевого варіанту французької мови, як, наприклад, у Канаді. Французька мова люксембуржців може відрізнятися лише помилками, викликаними недостатнім оволодінням мови. Окремі верстви населення, наприклад, селяни взагалі погано володіють нею. Багато люксембуржців не мають постійної практики використання французької мови. В той же час у 20 столітті серед люксембуржців були письменники, які писали твори лише французькою мовою.
Більш широкому використанню французької мови порівняно з німецькою сприяє велика частка іноземців з романомовних країн — італійців, португальців, французів, франко-бельгійців, для яких вона або є рідною, або легше піддається вивченню, ніж люксембурзька або німецька.

### Німецька мова
Німецька мова, так само як і французька, не є рідною мовою люксембуржців. У офіційно-адміністративній сфері німецька мова використовується менше, ніж французька, однак люксембуржці, як правило, володіють нею краще, ніж французькою. Німецька мова у Люксембурзі не має своєї якоїсь особливої форми, тут використовується літературна німецька мова. Однак, разом з тим, функціонуючи в багатомовному суспільстві, вона інколи використовується з відхиленнями від німецької мови, які можна розглядати як помилки. Особливості німецької мови можна спостерігати на фонологічному рівні, у лексико-семантичній сфері мови, словотворенні тощо.

### Інші мови
Іноземці становлять 38 % населення Люксембургу. Окрім французької і німецької, значна частина населення країни говорить англійською, португальською або італійською мовою.

## Багатомовність у Люксембурзі
Попри функціональну поширеність французької і німецької мов, єдиною рідною мовою люксембуржців є люксембурзька. Французька і німецька є фактично іноземними мовами, які вивчаються у школі, причому оволодіти французькою вважається важче і її люксембуржці знають, як правило, гірше ніж німецьку. [джерело?] За спостереженнями 1982 року, в країні була різниця між мовою, яку можна побачити і мовою, яку можна почути, причому у візуальному використанні домінувала французька. Разом з тим, наприкінці 20 століття французька мова посіла певне місце і в усному використанні через велику кількість романомовних іноземців. У Люксембурзі багато вулиць мають французькі назви. Поширені також французькі імена — Жан, П'єр, Жак, Шарль тощо.
Існує певне функціональне розподілення між французькою і німецькою мовами. Французька — це мова двору, парламенту, судочинства, законодавства. Французька вважається престижнішою. Мовою зв'язків Люксембургу з іншими країнами Бенілюкс з самого початку була французька. Німецька ширше використовується як мова газет, церкви, бізнесу.
Багатомовність Люксембургу не є свідченням багатомовності кожного окремого мешканця, адже лише відносно невелика група осіб однаково добре володіє французькою і німецькою.
Погіршує стан люксембурзької мови наявність у країні великої кількості іноземців: до 25 % у 1980-х роках і 38 % у 2016 році.